# Ô Jérusalem (récit)
Pour les articles homonymes, voir Ô Jérusalem.
Ô Jérusalem est un récit de Dominique Lapierre et Larry Collins qui cherche à retracer les évènements entourant la création d'Israël.

## Introduction
Le livre est le résultat de cinq années de recherche par les auteurs, qui ont mené plusieurs milliers d'entretiens et examiné une série de documents accessibles au public. Ce récit présente l'histoire de la naissance de l'État d'Israël.
Le livre Ô Jérusalem s'efforce de présenter les événements du point de vue des parties présentes : les Arabes, les Juifs, du soldat ou de l'étudiant rabbinique jusqu'aux commandants comme David Ben-Gourion et Golda Meir, et des Britanniques.

## Présentation
Le livre comprend vingt six chapitres, regroupés en trois parties précédées d'un prologue :
- Un partage en Terre sainte, 29 novembre 1947 (six chapitres).
- De l'argent et des armes, Hiver 1948 (sept chapitres).
- Le siège de Jérusalem, printemps 1948 (treize chapitre).

## Eléments de contexte
En 1917, pendant la Première Guerre mondiale, la Grande-Bretagne a vaincu les Turcs ottomans. La Palestine et la Jordanie ont été placées sous son contrôle. Elles sont passées sous mandat britannique officiel en 1922 avec l'approbation de la Société des Nations. La Déclaration Balfour de 1917, du nom du Premier ministre britannique Arthur Balfour, promettait que la Grande-Bretagne aiderait le peuple juif à construire un foyer national au Moyen-Orient. Cependant, la Grande-Bretagne a également promis de donner l'indépendance aux Arabes palestiniens (correspondance Husayn-McMahon). La Grande-Bretagne a dénoncé la correspondance Husayn-McMahon avec le Livre blanc de Churchill, déclarant la faveur britannique de la doctrine Balfour par rapport à la correspondance Husayn-McMahon. Le livre blanc de Passfield de 1930 a renversé cette politique avec sa politique pro-Husayn-McMahon. Ce livre blanc a suscité l'indignation de la communauté juive et la Grande-Bretagne a rapidement retourné sa politique au bénéfice du livre blanc de Churchill de 1922. Les Arabes ont répondu par une grève, en 1936, suivie d'une révolte jusqu'en 1939. En 1939, la Grande-Bretagne a publié le Livre blanc de 1939, qui a accédé aux demandes arabes. Le Livre blanc promettait la fin de l'immigration juive et l'indépendance de la Palestine arabe. Les Juifs de Palestine ont rejeté le Livre blanc comme étant entièrement hors du mandat de la Grande-Bretagne.
Après la Seconde Guerre mondiale, la Grande-Bretagne a demandé aux Nations unies de résoudre le conflit sioniste-arabe. Le 29 novembre 1947, l'ONU a voté la partition du mandat britannique de la Palestine pour inclure un État juif ainsi qu'un État arabe palestinien.

## Synopsis
Le livre commence immédiatement après l'annonce de la décision de partition. Les Juifs ont réintégré leur pays ancestral. Cependant, les dirigeants juifs ont immédiatement commencé à planifier la guerre en riposte à la préparation de la contre-attaque des pays arabes. Ehud Avriel a été envoyé à Prague pour acheter des armes au nom de l'Éthiopie. Pendant ce temps, les Juifs ont construit une armée et une force aérienne à partir de rien. Les dirigeants juifs, comme David Ben Gourion, savaient qu'en raison de lacunes militaires, le conflit ne pouvait être gagné que par la guerre du renseignement. Les Arabes ont mis Jérusalem en état de siège. Pendant de nombreux mois, Jérusalem a survécu avec des denrées alimentaires très limitées.
Du côté arabe, le capitaine Abdul-Aziz Kerine a acheté des armes à Prague au nom de la Syrie, seule nation arabe souveraine à l'époque. Les pays arabes (Égypte, Syrie, Irak, Liban et Transjordanie) ont discuté de leur plan d'action. Ils ont accepté de travailler ensemble, mais tout le monde, en particulier le roi Abdallah de Transjordanie, avait son propre programme. En fin de compte, le manque de coopération des États arabes a conduit à leur chute.
Il y avait aussi beaucoup de désorganisation et de non-coopération du côté juif. La principale armée juive était la Haganah ; cependant, la milice Stern et l' Irgoun étaient d'autres groupes militants juifs. Les groupes avaient des objectifs différents et parfois contradictoires  (par exemple, la Haganah était disposée à internationaliser Jérusalem afin d'avoir un État unifié et pacifique, mais Jérusalem était de la plus haute importance pour le Stern et l'Irgoun), mais ils ont réussi à conserver plus d'organisation et coopération que les armées arabes. Le livre livre le récit du  massacre de Deir Yassin. La Haganah a dénoncé le massacre, mais les Arabes ont cru que la Haganah était responsable et ont riposté par l'attaque du kibboutz juif de Kfar Etzion.
À l'approche du 15 mai, les deux peuples ont continué à se préparer à la guerre. Cependant, les services de renseignement juifs ont appris que, bien que le mandat expire le 15 mai, les Britanniques prévoyaient de partir le 14 mai. Préparée pour le départ anticipé, la Haganah s'est mobilisée rapidement et a réussi à capturer de nombreux bâtiments britanniques avant que les Arabes ne réalisent même que les Britanniques étaient partis. Les armées arabes se sont activées le 15 mai. La patrie juive d'Israël à été déclarée le 5 Iyar, 5708 du calendrier hébraïque (14 mai 1948 du calendrier grégorien). Aujourd'hui, ce jour est célébré sous le nom de Yom Ha'atzmaut (jour de l'indépendance).
Après l'expiration du mandat, la guerre a frappé la région. Les armées arabes ont sous-estimé la force de la Haganah et n'étaient pas préparées à affronter un ennemi puissant. Les armées arabes et juives ont souffert de lacunes majeures en matière de munitions et de main-d’œuvre. La situation à Jérusalem s'est aggravée, laissant les Juifs de Jérusalem sur le point de mourir de faim. Le 11 juin 1948, a commencé un cessez-le-feu voté par l'ONU. Les habitants de Jérusalem affamés ont été sauvés par la fin temporaire du siège. Aucune des deux armées n'a été autorisée à se réarmer, mais la Haganah a pu acheter des armes sur le marché noir. Après quatre semaines, les combats ont repris, suivis d'un autre cessez-le-feu débutant le 19 juillet (17 juillet à Jérusalem) 1948.

## Valeur historique
Les auteurs ont passé trois ans à interviewer, à rechercher et à lire des documents publics afin de proposer un récit de la naissance d'Israël et des vies et des décès d'innombrables personnes impliquées, souvent anonymement. Cette perspective rend justice à certains des facteurs les plus déterminants du conflit. Il y a quelques omissions dans leur récit comme la fusillade de Thomas C. Wasson qui a eu lieu à Jérusalem le 20 mai 1948.